# Hovig Demirjian
Hovig Demirjian (em grego: Χουίγ Δεμιργιαν, em arménio: Հովիկ Դեմիրճյան; Nicósia, 3 de janeiro de 1989) é um cantor cipriota. Em 2009, ficou em 7.º lugar na segunda edição da versão grega do programa de talentos Factor X. Foi o representante de Chipre no Festival Eurovisão da Canção de 2017, em Kiev, na Ucrânia, com a canção «Gravity», tendo ficado em 21.º lugar.

## Biografia
Hovig Demirjian nasceu a 3 de janeiro de 1989 em Nicósia, capital de Chipre, filho de pai arménio. Depois de estudar marketing e de uma curta carreira no mundo dos negócios, deixou o seu emprego para realizar o seu sonho de se tornar cantor. Aprendeu a tocar guitarra e piano e estudou jazz e voz. Depois de ter ficado em segundo lugar num concurso de música em Lárnaca, lançou o seu primeiro single em junho de 2009, intitulado «Den mou milas alithina (Istoria ehi teleiosi)».
Em 2009, Hovig participou nas audições para a segunda edição da versão grega do programa de talentos Factor X, cantando Pote de Manolis Mitsias e qualificando-se na categoria dos rapazes (16-24) com Nikos Mouratidis como mentor. Foi eliminado no 11.º episódio, ficando em sétimo lugar. Depois do Factor X, Hovig regressou a Chipre para lançar uma carreira a solo. Lançou vários singles em grego e cantou na Grécia, no Médio Oriente e na Rússia.
Hovig tentou representar seu país no Festival Eurovisão da Canção em duas ocasiões: em 2010 com a canção «Goodbye», ficando em terceiro lugar entre 10 participantes, enquanto em 2015 ficou em quarto lugar entre seis com a canção «Stone in a River». A 21 de outubro de 2016, foi confirmado que a organização de radiodifusão cipriota CyBC tinha selecionado ele como representante do país no Festival Eurovisão da Canção de 2017, em Kiev. A canção de Hovig será escrita e produzida por Thomas G:son, da Suécia, já responsável pela canção cipriota de 2016, Alter Ego, dos Minus One. A sua canção, «Gravity», foi lançada a 1 de março de 2017. Hovig participou na primeira semi-final, na qual ficou em quinto lugar com 164 pontos, garantindo-lhe o acesso à noite final, na qual terminou em 21º lugar com 68 pontos.

## Discografia

### Singles
- 2009 - Den mou milas alithina - istoria ehi teleiosi (Δεν μού μιλάς αληθινά - ἱστορία έχει τελειώσει)
- 2010 - Xana (Ξανά)
- 2010 - Goodbye
- 2013 - Ego gia mena (Εγω για μένα)
- 2015 - Stone in a River
- 2017 - Gravity
- 2018 - Words Are Never Easy
- 2021 - Hayi Achqer (em arménio: Հայի Աչքեր)
- 2021 - Lusabats | Gnórimi Skiá (em arménio: Լուսաբաց | em grego: Γνώριμη Σκιά)